# Trevor Nunn
Pour les articles homonymes, voir Nunn.
Trevor Nunn est un metteur en scène, scénariste, cinéaste et producteur britannique né le 14 janvier 1940 à Ipswich (Royaume-Uni).

## Études
Il étudie au Downing College, puis obtient une bourse pour l’université de Cambridge après avoir monté une première troupe de théâtre et mis en scène « Hamlet ». 
Sa rencontre avec Ian McKellen, John Cleese, Derek Jacobi… et d’autres jeunes acteurs Shakespeariens à l’université lui donne de l’inspiration. Il dirige alors les deux troupes de l’université, la Marlowe Society (théâtre classique) et la Footlight Society (comédies musicales et revues). Il n’a effectivement aucune préférence entre les deux et il dit « I had the feeling that a classical theater company ought to be able to embrace popular things as well » soit qu'une compagnie de théâtre classique eut faire des choses populaires aussi.
Il devient aussi  le Président des Comédiens de l’Université (President of the University Actor).

## Débuts
Sa bourse à Cambridge l’amène à devenir Trainee Director ( Directeur stagiaire ou Assistant Directeur) au Belgrade Theatre de Coventry dans les Midlands en Angleterre. 
Puis, en 1964, il rencontre Peter Hall et intègre sa nouvelle compagnie (renommée en 1960) la Royal Shakespeare Company (RSC) encore basée dans les Midlands à cette époque. Cette rencontre change tout. En 1965, il joue sa première production The Thwarting of Baron Bolligrew, une pièce pour enfant de Robert Bolt. L’année suivante, il dirige la reprise après 300 ans d’absence de The Revenger's Tragedy de Tourneur. Il est promu dès lors directeur adjoint de la compagnie, puis le plus jeune directeur artistique de la troupe en 1968 (à la suite du départ de HALL) jusque 1986. Il partage ce rôle avec Terry Hands à partir de 1976 lui permettant d’avoir des projets externes à la RSC.

## Consécration
Il devient une figure de pointe dans le théâtre notamment à travers ses mises en scène et adaptations que ce soit ou non avec la RSC. Il se fait aussi remarquer, en 1976, lorsqu'il monte un Macbeth avec Judi Dench et Ian McKellen où il fait asseoir durant tout le spectacle les comédiens sur scène en attendant leur tour de jouer. 
Ses collaborations avec John Caird, son assistant directeur à la RSC, donnent des succès comme Nicholas Nickleby de Charles Dickens (8h30 de spectacle en deux parties, qui sauvera de la faillite la RSC ainsi que des programmations à la télévision américaine) ou Les Misérables de Boublil et Schönberg (adaptation du spectacle français en partenariat avec le producteur anglais Cameron Mackintosh) qui est jouée partout dans le monde depuis 25 ans. En 1981, il met en scène la comédie musicale la plus jouée de tous les temps à Broadway, Cats d’Andrew Lloyd Webber qu’il rencontre à la suite du succès de Nicholas Nickleby.
En 1982, il installe la Royal Shakespeare Company au Barbican Centre de Londres et inaugure en montant un Henri IV en deux parties. En 1986, il supervise l’ouverture de The Swan, un théâtre qu’il a conçu à Stratford-upon-Avon, ville d’origine de Shakespeare et dirige The Fair Maid of the West, la pièce d’ouverture.

## Après la Royal Shakespeare Company
Après son départ de la RSC la même année, il se concentre sur le cinéma et les comédies musicales ainsi que quelques opéras comme Idomeneo, Porgy and Bess ou Cosi fan Tutte qu’il monte à Glyndebourne. En 1996, il devient directeur artistique du Théâtre National de Grande-Bretagne et en parallèle travaille avec l’auteur Tom Stoppard sur Every Good boy deserves favour, Aracadia et Rock and Roll.
En 2002 il est anobli Chevalier (Knight Bachelor of the Order of the British Empire) par la Reine pour ses services rendus au théâtre puis il annonce sa retraite mais continue à faire du théâtre plus « commercial ». 
En 2004, il collabore à nouveau avec succès avec Andrew Lloyd Webber sur The Woman in White où il intègre des projections vidéos à sa mise en scène. En 2007, il revient pour deux réécritures scèniques avec la Royal Shakespeare Company et Ian McKellen : La Mouette de Anton Tchekov et Le Roi Lear de William Shakespeare.
En 2008, il ferme son adaptation après 79 représentations d’ Autant en emporte le vent qui ne rencontre pas le succès et reçoit de nombreuses critiques négatives et revient l’année suivante à la fois au West End et à Broadway avec A little night music de Sondheim. Le show est porté par un casting de prestige comme Catherine Zeta-Jones et Angela Lansbury et a un grand succès. 
La même année, il retourne au Belgrade Theatre de Coventry pour mettre en scène Scenes from a marriage, adaptation du film d’Ingmar Bergman.
En 2011, il devient directeur artistique du Théâtre royal d’Haymarket à Londres et met en scène à partir du mois de mars Flare path avec Sienna Miller. Suivent  Rosencrantz and Guildenstern are dead et La Tempête avec Ralph Fiennes.

## À l'avenir
Que ce soit en théâtre, cinéma, opéra ou à la télévision, Trevor Nunn est à la fois le plus polyvalent et celui qui a le plus de succès à notre époque. « Les plus grandes choses naissent d’une sorte de désespoir » dit Trevor Nunn, comme son Nicholas Nickleby de 8 h 30 ou son projet de mise en scène chronologique de quatre pièces de Shakespeare traitant de l’apogée et du déclin de Rome (Antoine et Cléopâtre, Coriolanus, Titus Andronicus et Jules César) sans argent. Mais le succès, entre autres, de ces deux projets confirme son talent. Dans une interview il dira n’avoir jamais voulu catégoriser le théâtre et les spectacles. Pour lui une même personne peut à la fois monter un classique de Shakespeare et une comédie musicale à Broadway. Il est confiant en l’avenir du théâtre car selon lui la révolution actuelle dans la communication, les médias et la façon de se divertir doit faire comprendre aux gens que le « live » est important voire vital. Selon Trevor Nunn, le théâtre ne requiert que des voix et des acteurs ensemble. Maintenant utiliser les technologies  est un atout pour divertir et les prochaines années apporteront leurs richesses et découvertes.

## Vie privée
Marié trois fois, il a un enfant avec l’actrice Janet Suzman qu’il mettra en scène de nombreuses fois avec la Royal Shakespeare Company, deux enfants avec Sharon Lee-Hill et enfin deux enfants avec  l’actrice Imogen Stubbs avec qui il se sépare en 2011. Il a dit : “Trying to get work and life in balance is the most difficult thing. I have that knowledge now, but it was a setback at the time” soit que partager son temps entre la vie privée et professionnelle est très difficile, qu'il le sait maintenant.
Il fut un des plus généreux donneurs privés pour le parti Travailliste.

## Récompenses et Nominations (en gras, ses victoires)
- 2002:  
  - Tony Award for Best Direction of a Musical – Oklahoma!
  - Drama Desk Award for Outstanding Director of a Musical – Oklahoma!
  - Laurence Olivier Award for Outstanding Achievement
- 2001: 
  - Laurence Olivier Award for Best Director - The Cherry Orchard
- 2000:
  - Laurence Olivier Award for Best Director- Summerfolk / The Merchant of Venice / Troilus and Cressida
- 1999: 
  - Laurence Olivier Award for Best Director - Oklahoma!
  - Tony Award for Best Direction of a Play – Not About Nightingales
  - Drama Desk Award for Outstanding Director of a Play – Not About Nightingales
- 1995: 
  - Tony Award for Best Direction of a Musical – Sunset Boulevard
  - Laurence Olivier Award for Best Director- The Merchant of Venice / Summerfolk
  - Drama Desk Award for Outstanding Director of a Musical– Sunset Boulevard
- 1994: 
  - Laurence Olivier Award for Best Director - Arcadia
- 1990: 
  - Tony Award for Best Direction of a Musical – Aspects of Love
- 1989: 
  - Laurence Olivier Award for Best Director - Othello
- 1987: 
  - Tony Award for Best Direction of a Musical – Les Misérables
  - Tony Award for Best Direction of a Musical – Starlight Express
- 1983: 
  - Tony Award for Best Direction of a Musical – Cats
  - Tony Award for Best Direction of a Play– All's Well that Ends Well
  - Drama Desk Award for Outstanding Director of a Play– All's Well that Ends Well
- 1982: 
  - Tony Award for Best Direction of a Play– The Life and Adventures of Nicholas Nickleby
- 1981: 
  - Laurence Olivier Award for Best Director - Cats
- 1980: 
  - Laurence Olivier Award for Best Director- The Life and Adventures of Nicholas Nickleby
- 1979: 
  - Laurence Olivier Award for Best Director - Once in a Lifetime
- 1977: 
  - Laurence Olivier Award for Best Director - Macbeth
- 1975: 
  - Drama Desk Award Unique Theatrical Experience – London Assurance

## Crédits
Source: Internet Broadway Database

### Broadway
- A Little Night Music - 13 décembre 2009 - 20 juin 2010, reprise le 13 juillet 2010
- Rock 'n' Roll - 4 novembre 2007 – 9 mars 2008
- Les Misérables (reprise) - 9 novembre 2006 – 6 janvier 2008
- The Woman in White - 17 novembre 2005 – 19 février 2006
- Vincent in Brixton - 6 mars 2003 – 4 mai 2003
- Oklahoma! - 21 mars 2002 – 23 février 2003
- Noises Off (en tant que producteur) - 1er novembre 2001 – 1er septembre 2002
- Rose (en tant que producteur) - 12 avril 2000 – 20 mai 2000
- Copenhagen (en tant que producteur) - 11 avril 2000 – 21 janvier 2001
- Amy's View (en tant que producteur) - 15 avril 1999 – 18 juillet 1999
- Closer (en tant que producteur) - 25 mars 1999 – 22 août 1999
- Not About Nightingales - 25 février 1999 – 13 juin 1999
- Arcadia - 30 mars 1995 – 27 août 1995
- Sunset Boulevard - 17 novembre 1994 – 22 mars 1997
- Aspects of Love - 8 avril 1990 – 2 mars 1991
- Chess - 28 avril 1988 – 25 juin 1988
- Starlight Express - 15 mars 1987 – 8 janvier 1989
- Les Misérables - 12 mars 1987 – 18 mai 2003
- Vie et Aventures de Nicholas Nickleby - 24 août 1986 – 12 octobre 1986
- André DeShield's Harlem Nocturne (Paroles des chansons par Trevor Nunn) - 18 novembre 1984 – 30 décembre 1984
- Cyrano de Bergerac (en tant que producteur) - 16 octobre 1984 – 19 janvier 1985
- Much Ado About Nothing (en tant que producteur) - 14 octobre 1984 – 16 janvier 1985
- All's Well that Ends Well - 13 avril 1983 – 15 mai 1983
- Good (en tant que producteur) - 13 octobre 1982 – 30 janvier 1983
- Cats - 7 octobre 1982 – 10 septembre 2000
- Vie et Aventures de Nicholas Nickleby - 4 octobre 1981 – 3 janvier 1982
- Piaf - 5 février 1981 – 28 juin 1981
- London Assurance (en tant que producteur) - 5 décembre 1974 – 12 janvier 1975
- Sherlock Holmes (en tant que producteur) -12 novembre 1974 – 4 janvier 1976
- Old Times (en tant que producteur) - 16 novembre 1971 – 26 février 1972
- Songe d'une nuit d'été (en tant que producteur) - 20 janvier 1971 – 13 mars 1971

### West End
- The Tempest - 2011
- Rosencrantz et Guildenstern are dead - 2011
- Flare Path - 2011
- Birdsong - 2010
- Aspects of Love - 2010
- A Little Night Music - 2009
- Inherit The Wind - 2009
- Autant en emporte le vent - 2008
- Le Roi Lear - 2007
- La Mouette - 2007
- Acorn Antiques: The Musical! - 2005
- The Woman in White - 2004
- Anything Goes - 2002
- South Pacific - 2001
- My Fair Lady - 2001
- Oklahoma! - 1998
- Sunset Boulevard - 1993
- The Baker's Wife - 1989
- Aspects of Love - 1989
- Chess - 1986
- Les Misérables - 1985
- Starlight Express - 1984
- Cats - 1981

### Films

#### Réalisateur
- 1975 : Hedda
- 1986 : Lady Jane (film, 1986)
- 1996 : La Nuit des rois (film, 1996) (en anglais : Twelfth Night)
- 2018 : Red Joan
- 2022 : Prisoner C33

#### Scénariste
- 1975 : Hedda
- 1996 : La Nuit des rois (film, 1996) (en anglais : Twelfth Night)

### Téléfilms
- Le Roi Lear (2008)
- Le Marchand de Venise (2001)
- Oklahoma! (1999)
- Porgy and Bess (1993)
- 1990 : Othello (TV)
- Vie et Aventures de Nicholas Nickleby (4 épisodes, 1982)
- The Three Sisters (1981)
- 1979 : Macbeth, de Philip Casson (TV)
- Every Good Boy Deserves Favour (1979)

### Opéras
- Porgy and Bess (2006)
- Idomeneo (2004)
- Cosi fan Tutte (1992)